# Drilliidae

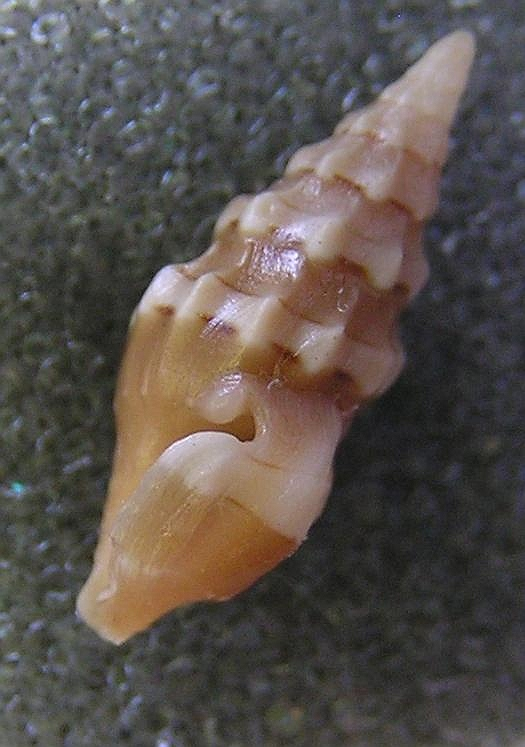
Clavus bilineatus von den Philippinen

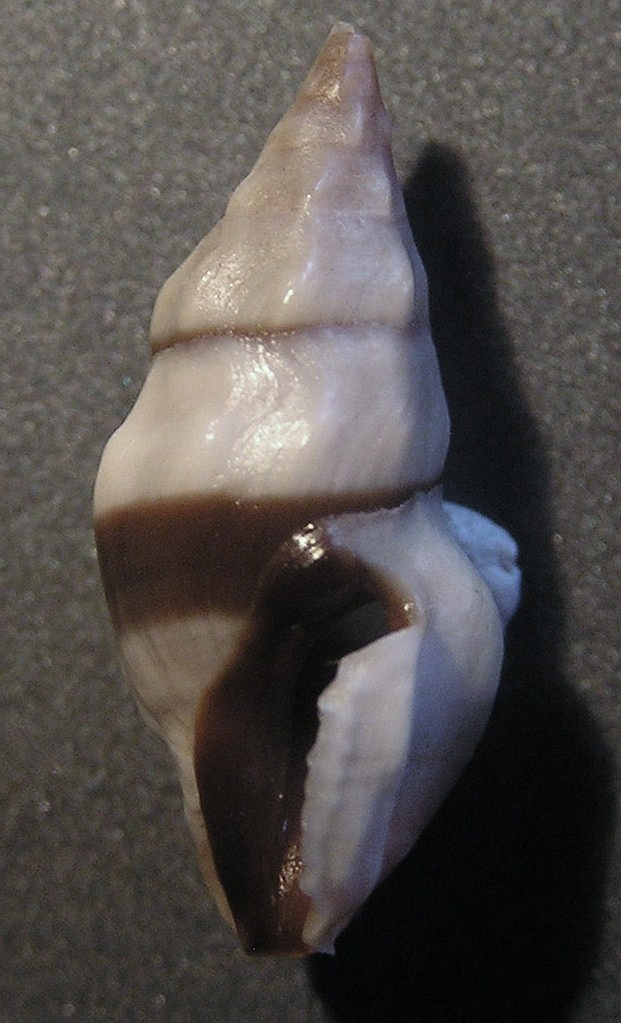
Clavus exasperatus von den Philippinen

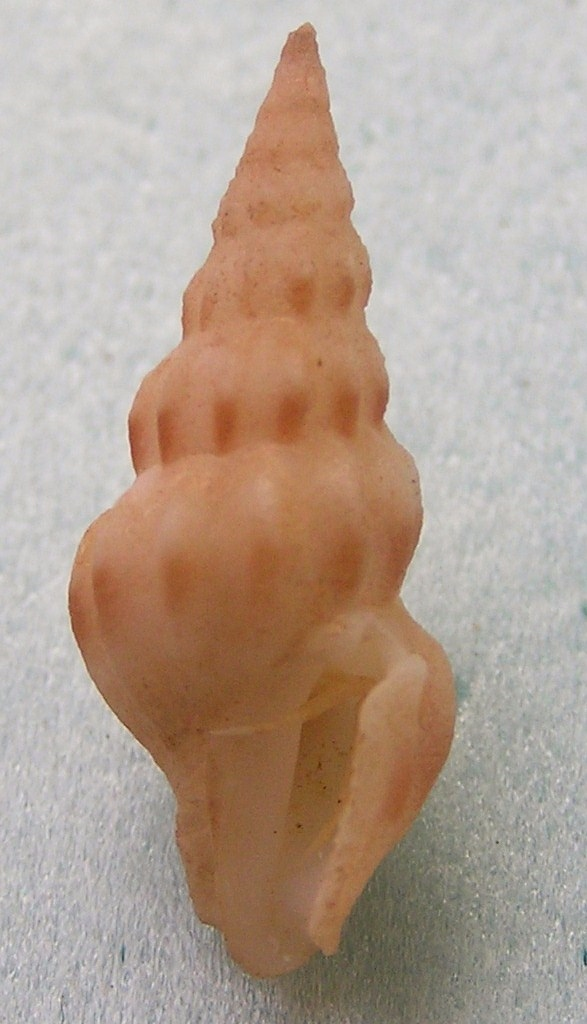
Bellaspira acclivicosta aus Panama

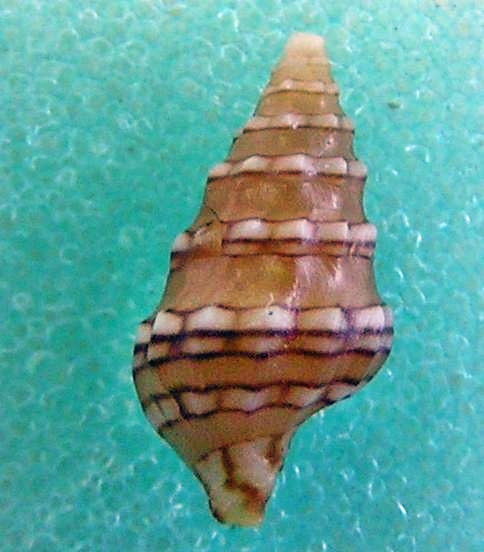
Clavus lamberti von den Philippinen

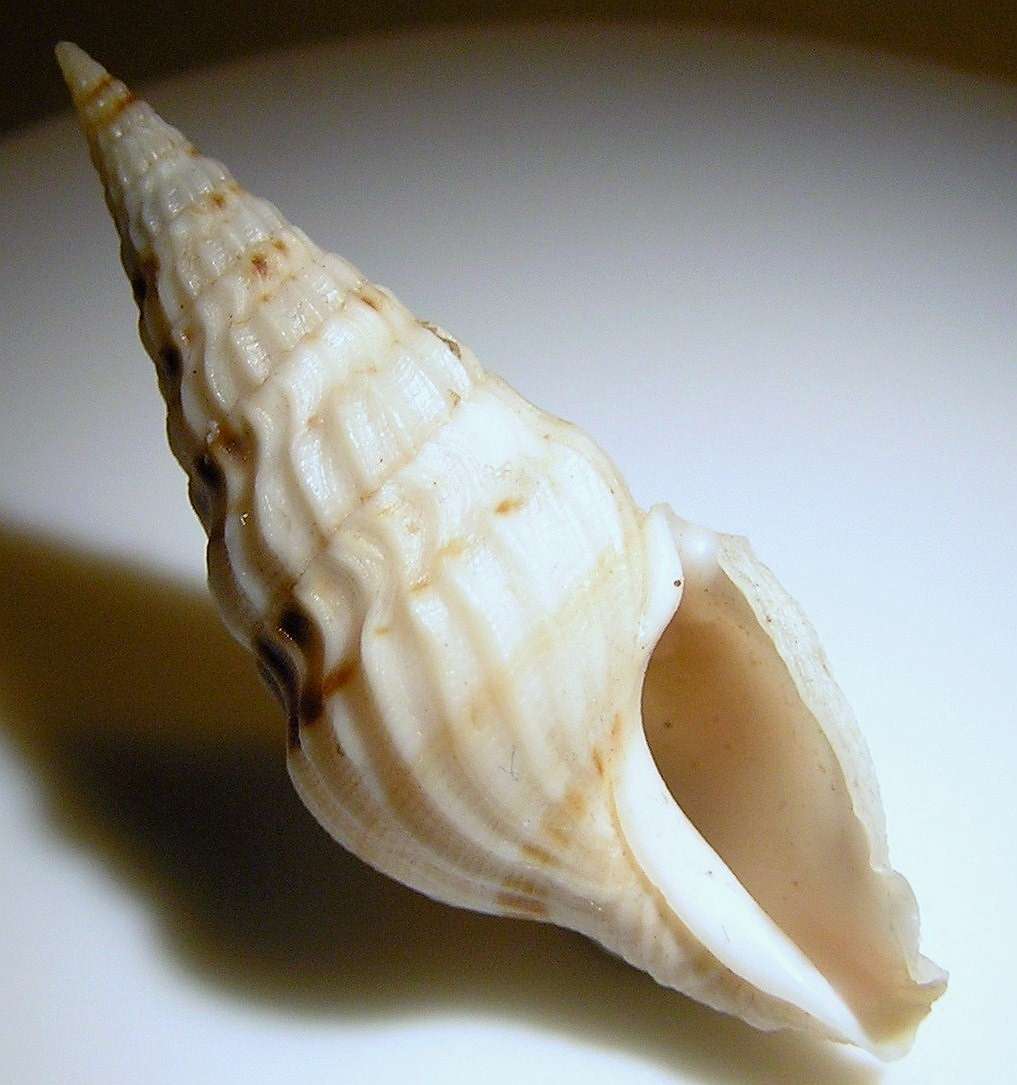
Drillia poecila von den Philippinen

Die Drilliidae sind eine monophyletische Familie kleiner bis mittelgroßer, räuberisch von Vielborstern lebender Gehäuseschnecken, die ausschließlich marin vorkommen. Sie wurden lange Zeit als Unterfamilie Drilliinae zur Familie der Schlitzturmschnecken innerhalb der Überfamilie Conoidea (Giftzüngler) gezählt. Sie besitzen innerhalb dieser Überfamilie eine Kombination außergewöhnlicher Merkmale, so dass sie 1998 zur eigenständigen Familie erhoben wurden.

## Merkmale
Das Gehäuse besitzt eine spitze, hoch gewundene, türmchenartige Form, die lange Zeit für die Stellung der Drilliidae innerhalb der Schlitzturmschnecken ausschlaggebend war. Einige Arten sind konisch oder bikonisch geformt. Das Schneckenhaus ist im Regelfall 15–25 Millimeter hoch und kann bei einzelnen Arten bis zu 50 Millimeter erreichen. Der Siphonalkanal ist kurz und abgestutzt. Die Öffnung erscheint dadurch u-förmig. Die Skulpturierung zeigt ziemlich breite axiale Rippen mit einer glatten Oberfläche. Der Protoconch ist meist paucispiral mit bis zu zwei Umgängen, glatt oder im unteren Teil gerippt. 
Die meisten Arten der Drilliidae besitzen einen Parietalkallus, der eine Verstärkung der äußeren Lippe darstellt, die wahrscheinlich eine Anpassung an das Leben im Korallenriff und unter Steinen darstellt. Viele Gattungen haben auch eine dorsale Varix, eine halbzylindrische Verdickung der hinteren Wand der letzten Windung, darunter Drillia, Imaclava und Kylix. In der Gattung Clavus kommen sowohl Arten mit einer Varix, als auch andere ohne diese Verdickung vor. Keine Varix besitzen unter anderem die Gattungen Cymatosyrinx und Splendrillia. Ein Operculum ist stets vorhanden und wird von einem randständigen Kern (Nucleus) aus gebildet.
Das auffälligste Merkmal der Familie ist die stenoglosse Radula mit fünf Zähnchen in jeder Reihe (Radulaformel: 1 + 1 + 1 + 1 + 1). Kammartige Lateralzähnchen begleiten rechts und links das mittlere Zähnchen, das aber auch verkümmert sein kann oder bei manchen Arten ganz fehlt. Die Marginalzähnchen sind flach und schlank. Trotz ihrer vergleichsweise wenig abgeleiteten Radula verwenden die Schnecken jeweils einen Einzelzahn, der vom ursprünglichen Platz an der Radula abgelöst und an die Zungenspitze verlagert wird, um ein Beutetier zu stechen und Gift zu injizieren.
Der Vorderdarm der Drilliidae scheint die am wenigsten abgeleitete Struktur innerhalb der Familien der Conoidea aufzuweisen.

## Ernährung
Soweit bekannt, machen wie bei anderen ursprünglichen Conoidea auch bei den Drilliidae Vielborster (Polychaeta) einen Großteil der Beutetiere aus, die durch Giftinjektion gefangen werden. Die stellenweise starke interspezifische Nahrungskonkurrenz verschiedener Schneckenarten der Conoidea oder auch anderer wurmfressender Raubschnecken bei einer sehr großen Diversität bei den Vielborstern steht mit einer großen Artenvielfalt der Schnecken mit Spezialisierungen auf bestimmte Beutetiere im Zusammenhang.

## Systematik und Taxonomie
Die Gattungen der Drilliidae wurden von Henry und Arthur Adams in ihrem 1858 erschienenen Werk über die Weichtiere von der damals als Clavatulinae bezeichneten Unterfamilie der Schlitzturmschnecken (Turridae) in die Unterfamilie Turrinae transferiert. Für diese Umgruppierung gab die Form des Operculums den Ausschlag, das einen randständigen und keinen zentralen Kern (Nucleus) wie bei den Clavatulinae aufweist. 1942 wurde von Powell eine neue Unterfamilie namens Clavinae beschrieben, in die er alle Arten mit u-förmigem Sinus und einem Parietalkallus stellte. Morrison stellte die stenoglosse Radula als Hauptmerkmal in den Vordergrund und prägte den Namen Drilliinae für die Vertreter der Unterfamilie. Diese Bezeichnung wurde nach einer Entscheidung nach dem ICZN der gültige Name für die Gruppe, da der Name Clavinae bereits durch  Nesseltiere aus der Familie Hydractiniidae, benannt nach der Gattung Clava, okkupiert war. Schließlich wurden im Jahr 1993 die Drilliinae zu einer eigenständigen Familie erhoben.

### Gattungen
Derzeit werden 35 rezente Gattungen innerhalb dieser Familie unterschieden.
Stand: 14. März 2016
- Acinodrillia Kilburn, 1988
- Agladrillia Woodring, 1928
- Bellaspira Conrad, 1868
- Calliclava McLean, 1971
- Cerodrillia Bartsch & Rehder, 1939
- Clathrodrillia Dall, 1918
- Clavus Montfort, 1810
- Conopleura Hinds, 1844
- Crassopleura Monterosato, 1884
- Cruziturricula Marks, 1951
- Cymatosyrinx Dall, 1889
- Douglassia Bartsch, 1934
- Decoradrillia Fallon, 2016[12]
  - Decoradrillia halidorema (Schwengel, 1940)
- Drillia Gray, 1838
- Elaeocyma Dall, 1918
- Eumetadrillia Woodring, 1928
- Fenimorea Bartsch, 1934
  - Fenimorea janetae Bartsch, 1934
- Fusiturricula Woodring, 1928
- Globidrillia Woodring, 1928
- Hauturua Powell, 1942
- Imaclava Bartsch, 1944
- Iredalea W. R. B. Oliver, 1915
- Kylix Dall, 1919
- Leptadrillia Woodring, 1928
- Lissodrillia Bartsch & Rehder, 1943
- Neodrillia Bartsch, 1943
- Orrmaesia Kilburn, 1988
- Paracuneus Laseron, 1954
- Plagiostropha Melvill, 1927
- Sedilia Fargo, 1953
- Spirotropis G.O. Sars, 1878
- Splendrillia Hedley, 1922
- Stenodrillia Korobkov, 1955
- Syntomodrillia Woodring, 1928
- Wairarapa Vella, 1954

Die Gattung Decoradrillia wurde im Jahr 2016 neu errichtet und enthält Fenimorea halidorema sowie vier im Jahr 2016 neu beschriebene Arten.
Fusiturricula Woodring, 1928 und Cruziturricula Marks, 1951 gehören wegen ihrer speziellen Form der Radula nicht zu den Drilliidae, könnten aber die Schwestergruppe dieser Familie sein. Provisorisch wurden sie jedoch bei der Revision im Jahr 2011 in dieser Familie belassen.
Austroclavus Powell, 1942 mit größtenteils fossilen Formen, stand früher in dieser Familie, wurde aber bisher keiner Familie innerhalb der Überfamilie Conoidea zugeordnet. Brachytoma Swainson, 1840 und Sediliopsis Petuch, 1988 wurden in die Familie Pseudomelatomidae gestellt.

### Synonyme
- Clavicantha Swainson, 1840, Eldridgea Bartsch, 1934 Tylotia Melvill, 1917 und Tylotiella Habe, 1958 sind Synonyme von Clavus Montfort, 1810.
- Brephodrillia Pilsbry & Lowe, 1932 wurde mit Iredalea W. R. B. Oliver, 1915 synonymisiert.
- Fusisyrinx Bartsch, 1934 ist ein Synonym  von Fusiturricula Woodring, 1928. Letztere Gattung befindet sich nur provisorisch in der Familie Drilliidae.